# كيت شامبيون
كيت شامبيون (بالإنجليزية: Kate Champion)‏ (مواليد 1961) هي مديرة ومصممة رقصات عبر أشكال فنية متعددة، وتتمتع بخبرة تزيد عن 30 عامًا. كانت المدير الفني المؤسس لـ فورس ماجير (2002-2015)، وهي شركة مسرح رقص مقرها في مركز كارياجوركس للفنون في سيدني، أستراليا. كان تدريبها الأولي في سيدني مع كارين كيركهوفن والتي أمضتها في ميونيخ مع شركة إيوانسون للرقص واستمرت بالعمل مع شركة كاي تاي تشان في سيدني.
كانت عضوًا مؤسسًا في شركة دانسينورث في تاونسفيل، وراقصة في مسرح الرقص الأسترالي من 1988 إلى 1989.

## وصلات خارجية
- كيت شامبيون على موقع قاعدة بيانات برودواي على الإنترنت (الإنجليزية)